# 神经元迁移
神经元迁移与神经细胞迁移同义，指的是发育过程中神经元从生发层迁移到外层定位的过程。
在哺乳动物的神经系统最初形成时，神经管仅包含一层细胞，但成熟的大脑皮层却含有多层细胞。由此可见，在中枢神经系统发育的过程中，神经细胞需要经过迁移才能抵达正确的定位。关于这一过程的研究将有助于人们了解神经系统发育的机理，并且为相关疾病的治疗提供指导。

## 迁移方式
在神经系统完成发育的过程中，神经元将通过多种不同方式迁移到正确的所在位置，包括放射状迁移、切向迁移、嗜轴迁移、多极迁移等。

### 放射状迁移
放射状迁移又译为辐射迁移，指的是神经元沿与脑表面相垂直的方向进行迁移，是上述各种神经细胞迁移方式中最主要的迁移方式——据估计，人类神经系统中90%的迁移神经元与啮齿动物神经系统中75%的迁移神经元均通过这种方式抵达正确的所在位置。放射状迁移是形成神经系统层状结构的基础以及各类复杂功能的前提。
在放射状迁移中，神经元祖细胞在脑室带生成并完成终末分裂后，将沿着星形胶质细胞的放射状纤维逐渐向大脑皮层最适位置迁移，最终形成分为6层的大脑皮层。其中前期生成的神经元将位于皮层的深层，而后期产生的新神经元跨越已形成的层状结构位于浅层。
神经元放射状迁移为大脑行使其复杂功能提供了保障。肾上腺皮质激素、丝裂原活化蛋白激酶、丝氨酸/苏氨酸激酶 、脑信号蛋白3A等多种分子均与神经元放射状迁移有关。

### 切向迁移
切向迁移指的是以和辐射迁移的神经元相垂直的方向进行迁移。大多数中间神经元通过这一方式进行移动，以到达其在皮质中的最适位置，例如中间神经元从神经节隆起迁移至大脑皮层时便通过这种方式移动。 
即使是在一些成熟的生物体内，切向迁移也有可能持续发生，连接脑室下带和嗅球的喙侧迁移流便是一个典型的例子——位于该迁移流中的神经干细胞保持增殖状态和神经干细胞特征，而不进一步分化，在迁移到嗅球后方才分化成熟。

### 嗜轴迁移
嗜轴迁移指的是许多沿身体前-后轴移动的神经元利用现有的轴突束进行迁移。促性腺激素释放激素(GnRH)神经元即通过这种方式进行迁移。GnRH神经元起源于嗅板的内皮细胞，随后通过嗜轴迁移方式，沿鼻中隔终神经迁徙到前脑的视前区和下丘脑内侧底部。在这一过程中，钙离子等细胞内信号的变化将会导致GnRH神经元的微丝、微管结构发生改变，从而产生动力，并且通过细胞粘附蛋白与细胞外环境相互作用，以引起神经元的迁移。

### 多极迁移
多极迁移往往出现于多极神经元定位改变的过程中，这种细胞大量存在于人类神经系统的中间皮质区 。多极神经元的迁移方式与其他细胞存在一定程度的差异——它们会自己表达出一些神经标志物，并且沿着多种独立于放射状神经胶质纤维的方向延伸。

## 机制假说
当前关于神经元迁移的主要假说包括攀缘假说和诱导假说。其中，攀缘假说认为神经元攀着突起呈放射样的神经胶质细胞从套层向脑的表面迁移，其迁移取决于胶质纤维的方向。而诱导假说认为神经元的迁移受到靶细胞释放的趋化因子的诱导（包括细胞粘连因子、特异性多肽生长因子等），迁移取决于靶细胞的活动。

## 神经细胞迁移的相关疾病
正确的神经细胞迁移是大脑功能正常形成与发育的基础。当神经细胞迁移发生异常时，神经元将有可能终止于不适当的位置，从而导致大脑半球、小脑、脑干、海马体等中枢神经系统结构的异常甚至缺失，引发精神分裂症、无脑回畸形、智力低下等神经或精神疾病。关于神经细胞迁移的研究或将能够为上述疾病的预防与治疗提供思路，还将有助于开发基于细胞移植手段的神经退行性疾病治疗方针（例如，设计方法将分泌神经营养因子的细胞移植并定位到神经细胞损伤的区域，以保证细胞的生存）。